# Craig Kelly (snowboard)
Pour l’acteur homonyme, voir Craig Kelly (acteur).
Craig Kelly (1er avril 1966 – 20 janvier 2003) était un snowboarder professionnel américain.
Surnommé le « Godfather of Freeriding », Terje Haakonsen disait de lui qu'il était le meilleur snowboarder de tous les temps.
Lors des quinze années de sa carrière de snowboarder, il a gagné 4 fois les championnats du monde et 3 championnats des États-Unis. 
Il est mort le 20 janvier 2003 près de Revelstoke, en Colombie-Britannique, au Canada dans une avalanche qui a piégé huit personnes et en a tué six autres. Le groupe de randonnée était correctement équipé et préparé pour les avalanches, mais le bulletin hebdomadaire mettait en garde contre un risque considérable dans la zone à ce moment-là.

## Note
1. ↑  Pioneer, Legend, Guru..., article de Mary Catherine O'Connor, MountainZone.com Staff.